# Hereret (deidad femenina)
| V28 | r · r · X1 |

| V28 | r · r · X1 |

| V28 | r · r · X1 | C6 |

| V28 | r · r · X1 | C6 |

| V28 | r · r · X1 | A40 |

| V28 | r · r · X1 | A40 |

Hereret es el nombre de varias deidades femeninas en la mitología egipcia. Solo se mencionan o representan en las tumbas.

## Registros

### En la necrópolis de Asiut
Hereret es mencionada dos veces en las tumbas de la necrópolis de Asiut, concretamente en la gran inscripción en la pared lateral derecha de la tumba III de Jtj-jb-j y en la jamba de la puerta de la tumba IV de Jety II. En la Tumba III, Hereret lleva el determinativo de una deidad con cabeza de chacal. Por tanto, se puede suponer que Hereret es una diosa con cabeza de chacal o lobo, que podría representar la contraparte de los dioses de la muerte Upuaut y Anubis, adorados en Asiut.

### En elLibro de las Puertas
| V28 | r · r · X1 | I14 |

| V28 | r · r · X1 | I14 |

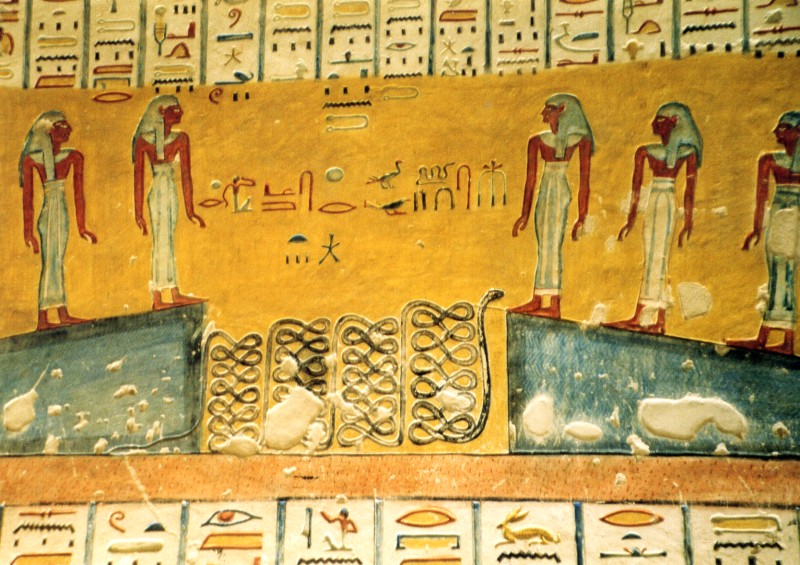
Representación de Hereret en la cuarta hora del Libro de las Puertas.

En el Libro de las Puertas, las Horas frustran el intento de una serpiente hostil llamada Hereret de producir poderes anárquicos de sí misma, para desafiar el orden del cosmos creado por Ra. Hereret es representada en la cuarta hora, escena 20 como una serpiente, enroscada de múltiples formas, 'la removedora'. En la descripción de la escena, se hace referencia dos veces a la serpiente por su nombre, Hereret.

"La serpiente Hereret que crea las 12 horas,

luego las destruye,

luego las divinidades de las horas las tragan."

"Tragáis lo que la serpiente Hereret crea,

destruís lo que sale de ella."

A ambos lados de la serpiente se pueden ver dos plataformas inclinadas, en cada una de las cuales hay seis horas de la noche.  Habita en el Lago de las cobras. El nombre de la diosa termina con el determinativo de serpiente.

### En elLibro de los Muertos
Hereret también es mencionada en la entrada de la undécima puerta del Libro de los Muertos, proverbio 145. Está escrito completo en la tumba tebana TT353 de Senenmut. Hereret es la Señora de esta puerta de la esfera del corazón, por quien uno se regocija en el día de la audiencia de los pecados.

## Significado del nombre
Su significado está en disputa. El nombre, a menudo, se da como 'la aterradora', pero con un signo de interrogación. En el Libro de los Muertos se la llama Ḥrr.t-nt-sbḫt-nbt, por lo que se sugiere la traducción de 'la aterradora (?) de cada puerta'.
Otras veces se la traduce como 'la que quita' (Erik Hornung) y, a veces, permanece sin traducir.

## Funciones
Hereret podría ser una diosa de la guerra, análoga a Neit, y también tener una función judicial como dice un texto de Asiut: Señora de los abogados.